# Рабодо фон Лобдебург
Рабодо (Раполдо) фон Лобдебург (на немски: Rabodo (Rapoldo) von Lobdaburg, Lobdeburg; * сл. 1150; † 1176) е епископ на Шпайер (1173 – 1176 или още от 1167 г.). Той е абат на Халберсбрун.

## Произход
Той е син на Хартман I фон Алерхайм в Бавария († сл. 1133), който е основател на манастири. Роднина е на Ото I фон Лобдебург († 1223), епископ на Вюрцбург (1207 – 1223), Конрад I фон Кверфурт († 1202), епископ на Хилдесхайм (1194 – 1202) и Вюрцбург (1201 – 1202), канцлер на двама римско-немски крале (1194 – 1201), и на Херман I фон Лобдебург († 1254), епископ на Вюрцбург (1225 – 1254).
Братята му Хартман II фон Лобдебург († 1186) и Ото († сл. 1166) са често в свитата на епископите на Наумбург и на император Фридрих Барбароса. Сестра му София фон Ахаузен се омъжва за Бертхолд фон Вилдберг († сл. 1187).